# Marteinn
Marteinn ist ein männlicher Vorname.

## Herkunft und Bedeutung
Marteinn ist ein isländischer und altnordischer Vorname. Der Name ist altnordische und moderne isländische Form des Namens Martin, der sich vom Gott Mars ableitet. Im Isländischen werden Träger des Namens Martin zuweilen als Marteinn bezeichnet, so ist etwa der Name Martin Luther im Isländischen Marteinn Lúther.
Der Name Marteinn gehörte 2012 nicht zu den 100 beliebtesten Namen in Island.

## Namensträger
- Marteinn Einarsson († 1576), evangelischer Bischof von Skálholt im Süden von Island